# Berry, Kentucky
Berry är en ort i Harrison County, Kentucky, USA. År 2010 hade orten 264 invånare. Den har enligt United States Census Bureau en area på 0,7 km², allt är land.